# Smitticellaria tectiformis
Smitticellaria tectiformis är en mossdjursart som först beskrevs av Hayward och Cook 1979.  Smitticellaria tectiformis ingår i släktet Smitticellaria och familjen Cellariidae. Inga underarter finns listade i Catalogue of Life.